# Декретний час
Декретний час — поясний час, переведений на 1 годину вперед. Був уведений постановою РНК СРСР від 16 червня 1930 з метою раціональнішого використання світлої частини доби й перерозподілу електроенергії між побутовим і виробничим споживанням.

## Історичний нарис
З 1981 на території СРСР уводився літній час, що випереджає поясний час ще на 1 годину в порівнянні з декретним. У період з 1982 по 1986 рішенням уряду СРСР декретний час був скасований в 30 областях й автономних республіках Росії, у республіках Прибалтики. В Україні декретний час був скасований 1 липня 1990, також протягом того року за рішенням місцевої влади його скасували в Білорусі, Молдавії, Грузії й Азербайджані. На всій території СРСР декретний час був скасований з березня 1991 постановою Кабінету Міністрів СРСР від 04.02.1991 р. № 20.
23 жовтня 1991 Верховна Рада РРФСР ухвалила рішення про повернення до декретного часу на території Росії (Постанова Ради Республіки Верховної Ради РРФСР від 23.10.1991 року № 1790-1), що було здійснено 19 січня 1992.